# 胤祄
胤祄（1701年5月15日—1708年10月17日），清朝康熙帝的第十八子。
胤祄生于康熙四十年（1701年）四月初八，生母是嫔御王氏。康熙四十七年（1708年）五月，胤祄随父亲康熙帝、诸皇兄出巡塞外。七月，随父亲康熙帝、诸皇兄前往木兰行围。八月丙辰，康熙帝一行停驻永安拜昂阿地方。胤祄因病留在永安拜昂阿地方调理。壬戌，胤祄病重，父亲康熙帝回鑾臨視駐蹕永安拜昂阿地方。九月初四，胤祄得腮腺炎病死，活了8岁。
胤祄病重期间，父亲康熙帝“冀其痊癒、晝夜療治”。而他的兄长、皇太子胤礽面无戚色。康熙帝初時勸誡胤礽，指他作為皇太子應要有憐憫手足之心，胤礽不但毫無悔意，還在一眾兄弟前當面頂撞父皇，这成为康熙帝第一次废黜太子的导火线之一。
最终，胤祄葬于景陵妃园寝。

## 影視形象
- 楊漫華-宮鎖心玉